# Juan Antonio Ugarte Pérez
Pour les articles homonymes, voir Pérez, Juan Pérez et Ugarte.
Juan Antonio Ugarte Perez, né le 23 septembre 1938 à Lima au Pérou, est un évêque péruvien, archevêque émérite de Cuzco depuis 2014.

## Biographie
Juan Antonio Ugarte, est né à Lima le 23 septembre 1938. Il fait ses études primaires et secondaires chez les frères maristes, et au collège Champagnat.
Il suit les études d'ingénieur chimiste à l'Université nationale de génie (UNI) et obtient son diplôme en 1961. Une fois diplômé, il travaille au Centre National de Productivité et à l'Institut d’Ingénierie de la Production de l'UNI, en 1962 et 1963.
Il part pour Rome en 1963, pour poursuivre ses études en vue de la prêtrise commencées à Lima en 1959. En 1965, il rejoint l'université de Navarre où il finit ses études de théologie et entame les études de droit canonique. Le 27 août 1967, il est ordonné prêtre par l'évêque de Ségovie et est incardiné à l'Opus Dei. En 1968, il obtient un doctorat en droit canon et rentre au Pérou.
En novembre 1968, il s'installe à Piura. Il fait partie du premier groupe de professeurs qui fondent l'université de Piura, d'abord comme professeur d'ingénierie, puis dans une seconde période de 1971 à 1977 comme professeur de théologie.
Il réalise un important travail pastoral à Piura, Chiclayo et Cañete. Il se consacre en particulier aux jeunes universitaires et aux femmes au foyer.
En 1983, il est nommé chancelier de l'archidiocèse de Piura. Quelques mois plus tard, le 18 août, le pape Jean-Paul II le nomme évêque titulaire de Castrum (it) et évêque auxiliaire d'Abancay.  Il est ordonné évêque le 2 octobre par Mario Tagliaferri, alors nonce apostolique au Pérou. 
Il reste à Abancay jusqu'en 1986. Il est alors transféré à Cuzco, toujours comme évêque auxiliaire. En 1991, il rejoint la prélature territoriale de Yauyos, toujours comme évêque auxiliaire. En avril 1996, il en est nommé administrateur apostolique et finalement le 15 mars 1997, Jean-Paul II le nomme évêque-prélat de Yauyos. 
Le 29 novembre 2003, il est nommé archevêque de Cuzco où il est installé le 30 janvier 2004.  
En 1987, il participe au synode des évêques en tant que délégué de la Conférence épiscopale péruvienne.
En 1994, il est élu par l'assemblée de la conférence épiscopale président de la commission épiscopale pour la liturgie, poste qu'il conserve jusqu'en 2000, année où il est élu président de la commission épiscopale pour la famille, poste auquel il est réélu en 2003 pour une seconde période. Il est aussi élu membre du conseil permanent de la conférence épiscopale et, en 2006, délégué au Conseil épiscopal latino-américain (CELAM).
Il se retire de sa charge archiépiscopale le 28 octobre 2014, ayant atteint la limite d'âge.